# جبن رومي

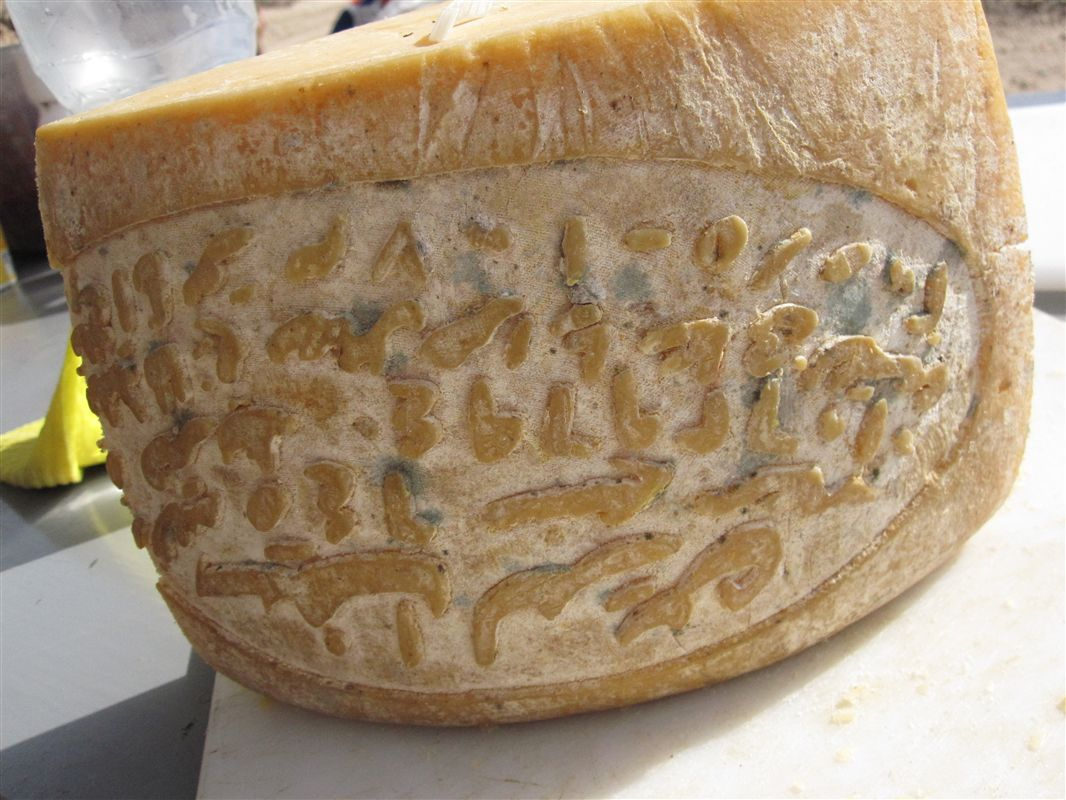

الجبن الرومي هو نوع من الأجبان المصنعة من حليب البقر أو الجاموس ويصنع غالبا في مصر، وعلى الرغم من اسمه، إلا أنه مصري. ويُعتقد أن الاسم مشتق من كلمة "حلوم" التي تعني جُبن باللغة المصرية القديمة (حلومي = رومي). ويستغرق إعداده فترات طويلة، وله طريقة تخزين بشروط معينة، ويبدأ تصنيعه باللبن ويضاف له الملح، وتضاف إليه المنفحة حتى يتخثر، فقرص الجبن يحتاج 140 كيلوغراما من اللبن، والنسبة 8 كيلوغرامات من اللبن تعطي كيلوغراما من الجبن، والجبن الأبيض 4 كيلوغرامات من اللبن تعطي كيلوغراما من الجبن، لذا فثمن الجبن الأبيض يقدر بنصف ثمن الجبن الرومي. تستغرق عملية التخثر حوالي 4 أشهر، حيث بعد مرور هذه الفترة يبدأ قرص الجبن في التصلب وتكوين القوام والطعم الذي تتميز به الجبن الرومي. قد تضاف حبات الفلفل الأسود للخليط لإضافة طعم ونكهة للجبن.
يباع الجبن الرومي في أقراص يبلغ وزنها 10 كيلو أو يتم تقطيعها شرائح وبيعها بالتجزئة.
ويعتقد أن الجبن الرومي من مشتقات الجبن الكيفالوتيري اليوناني. ولكن على الرغم من ذلك، فقد عُثِر على أقدم جبن صلب في التاريخ في سقارة، ويبلغ عمره ما يقرب الـ٣٢٠٠ عام. والجبن الرومي هو أحد أبرز أنواع الجبن الصلب في مصر وهو ينتمي لنفس عائلة جبنة بيكورينو رومانو.
وتحتوي الحصة التي تبلغ 28 جرام على 114 كيلو كالوري، 9.6 جم من الدهون، و7 جم من البروتين.

## طالع أيضًا
- قائمة أنواع الجبن
- مطبخ مصري
- دمياطي (جبنة)